# 怠田ユニ
怠田 ユニ（おこた ゆに）は、日本のソロアイドル・タレント・作詞家。福島県出身。

## 略歴
2017年
秋葉原のメイドカフェあっとほぉーむカフェにてメイドとして勤務。(本店６階 こたつ)
2019年
あっとほぉーむカフェを卒業。
セルフプロデュースアイドルグループ回せ!グルーヴ開発部を立ち上げる。グループの全楽曲の作詞を担当。
2020年
渋谷WOMBにて行われたワンマンライブにて、回せ！グルーヴ開発部解散。
2021年
講談社主催のオーディション「ミスiD2021」にてクリエイティブあいどる賞を受賞。
後のHO6LAを輩出した「苺りなはむオーディション」に参加し、最終審査まで進む。
2022年
クラウドファンディングプロジェクト「活動５周年の集大成！生誕ソロライブを開催し、オリジナル楽曲をリリースしたい」を始動。175人の支援者より150万円以上の支援を集める。
セルフプロデュースソロアイドルとして活動開始。
2024年
アイドルグループ「NEW POLARIS」に加入。ソロ活動と並行して、「ユニ」名義でグループ活動を行っていく事を発表。
2025年
アイドルグループ「NEW POLARIS」が解散決定。それに合わせてユニが脱退。

## 作品

### CD

#### シングル
| # | 発売日         | タイトル   | 収録曲                                    | 備考 |
| - | -------------- | ---------- | ----------------------------------------- | ---- |
| 1 | 2022年10月28日 | 電子の戦士 | 1. WAV WAV 2. 未来スパーク 3. Techno Blue |      |

## ライブ・イベント

### 主催ライブ
- 怠田ユニデビュー＆バースデイワンマンライブ「電子の戦士」（2022年10月28日、西永福JAM）シークレットゲスト：ネムレス
- 「怠田ユニpre.SAIKO SODA!! vol.1~Tokyo I love Idol Festival~ 」(2023年8月5日、DESEO mini with VILLAGE VANGUARD)
- 怠田ユニ1周年＆生誕記念ワンマンライブ「未来スパーク!!」（2023年10月28日、下北沢Flowers LOFT）ゲスト：雲野ぼん
- 怠田ユニ生誕祭「怠誕2024 ~にゅ〜おこたそ~」（2024年11月15日、新宿SAMURAI）出演：怠田ユニ、youmenosay、しらい、NEW POLARIS[7]

### イベント・トークイベント
- 「 吉田豪×南波一海の"このアイドルが見たい"2023子日月」（2022年12月26日）
- 「今川宇宙爆誕26周年振替祭 ついでに忘年会もやっちゃうよ年末大感謝SP」（2022年12月28日）
- 「怠田ユニ＆今川宇宙のげんきえがおクラブ」（不定期、阿佐ヶ谷ロフトA、2023年 - ）
- 「ソロアイドル怠田ユニ主催文化祭　怠祭」（2024年6月8日）